# United Counties League
United Counties League (som pr. 2013 også er kendt under det sponsorerede navn ChromaSport & Trophies United Counties League) er en  engelsk fodboldliga, der dækker Northamptonshire og Bedfordshire samt dele af Buckinghamshire, Cambridgeshire, Leicestershire, Lincolnshire og Norfolk.
Ligaen blev oprettet i 1895 under navnet Northamptonshire Junior League. Allerede efter én sæson skiftede navnet til Northamptonshire League, og det navn blev bibeholdt indtil 1934, hvor ligaen skiftede navn til det nuværende.  
Ligaen har fire divisioner, to til førstehold og to til reservehold. Klubber i Premier Division kan deltage i FA Cup i de indledende runde. Ligaens klubber med lysanlæg kan deltage i FA Vase. Premier Division befinder sig på niveau 9 i det engelske ligasystem, og holdene i divisionen spiller om oprykning til Southern League Division One Midlands. Pr. 2013 er der 21 hold i divisionen, hvilket er ét hold færre end andre divisioner på samme niveau i ligasystemet.  Division One har deltagelse af 19 hold og tilhører niveau 10 ligasystemet. Under denne division finder man fire mindre lokale ligaer, hvis vindere kan søge om oprykning til United Counties League:
- Bedfordshire Football League
- Northampton Town League
- Northamptonshire Combination
- Peterborough & District League

De to reserveholdsdivisioner består primært af reserveholdene for klubberne i de to førsteholdsdivisioner.

## Mestre
| Northamptonshire Junior League                               |                               |                                           |                                           |
| Sæson                                                        | Mestre                        |                                           |                                           |
| 1895-96                                                      | Wellingborough Reserves (1)   |                                           |                                           |
| Northamptonshire League                                      |                               |                                           |                                           |
| Sæson                                                        | Division One                  | Division Two                              | Tredjebedste række ikke afviklet          |
| 1896-97                                                      | Kettering Reserves (1)        | Finedon Revellers Reserves                | Tredjebedste række ikke afviklet          |
| 1897-98                                                      | Kettering Reserves (2)        | Irthlingborough Town                      | Tredjebedste række ikke afviklet          |
| 1898-99                                                      | Northampton Town (1)          | Irthlingborough Town Reserves             | Tredjebedste række ikke afviklet          |
| 1899-1900                                                    | Rothwell Town Swifts (1)      | Rothwell Town Swifts Reserves             | Tredjebedste række ikke afviklet          |
| 1900-01                                                      | Desborough Town (1)           | Kettering St. Mary's                      | Tredjebedste række ikke afviklet          |
| 1901-02                                                      | Desborough Town (2)           | Raunds Town Reserves                      | Tredjebedste række ikke afviklet          |
| 1902-03                                                      | Rushden Town (1)              | Walgrave Amber                            | Tredjebedste række ikke afviklet          |
| 1903-04                                                      | Northampton Town Reserves (1) | Peterborough GN Locos                     | Tredjebedste række ikke afviklet          |
| 1904-05                                                      | Kettering Town (1)            | ?                                         | Tredjebedste række ikke afviklet          |
| 1905-06                                                      | Irthlingborough Town (1)      | Wellingborough Redwell                    | Tredjebedste række ikke afviklet          |
| 1906-07                                                      | Desborough Town (3)           | Kettering St. Mary's                      | Tredjebedste række ikke afviklet          |
| 1907-08                                                      | Peterborough City (1)         | Kettering Reserves                        | Tredjebedste række ikke afviklet          |
| 1908-09                                                      | Northampton Town Reserves (2) | Kettering Reserves                        | Tredjebedste række ikke afviklet          |
| 1909-10                                                      | Northampton Town Reserves (3) | Corby Stars                               | Tredjebedste række ikke afviklet          |
| 1910-11                                                      | Wellingborough Redwell (1)    | Desborough Town Reserves                  | Tredjebedste række ikke afviklet          |
| Sæson                                                        | Mestre                        | Næstbedste række ikke afviklet            | Tredjebedste række ikke afviklet          |
| 1911-12                                                      | Stamford Town (1)             | Næstbedste række ikke afviklet            | Tredjebedste række ikke afviklet          |
| 1912-13                                                      | Luton Clarence (1)            | Næstbedste række ikke afviklet            | Tredjebedste række ikke afviklet          |
| 1913-14                                                      | Wolverton Town (1)            | Næstbedste række ikke afviklet            | Tredjebedste række ikke afviklet          |
| 1914-15                                                      | Northampton Town Reserves (4) | Næstbedste række ikke afviklet            | Tredjebedste række ikke afviklet          |
| Ingen turneringer i perioden 1915-19 pga. første verdenskrig |                               | Næstbedste række ikke afviklet            | Tredjebedste række ikke afviklet          |
| 1919-20                                                      | Peterborough Brotherhood (1)  | Næstbedste række ikke afviklet            | Tredjebedste række ikke afviklet          |
| 1920-21                                                      | Desborough Town (4)           | Næstbedste række ikke afviklet            | Tredjebedste række ikke afviklet          |
| 1921-22                                                      | Higham Town (1)               | Næstbedste række ikke afviklet            | Tredjebedste række ikke afviklet          |
| 1922-23                                                      | Higham Town (2)               | Næstbedste række ikke afviklet            | Tredjebedste række ikke afviklet          |
| 1923-24                                                      | Desborough Town (5)           | Næstbedste række ikke afviklet            | Tredjebedste række ikke afviklet          |
| 1924-25                                                      | Desborough Town (6)           | Næstbedste række ikke afviklet            | Tredjebedste række ikke afviklet          |
| Sæson                                                        | Division One                  | Division Two                              | Tredjebedste række ikke afviklet          |
| 1925-26                                                      | Northampton Town Reserves (5) | Walgrave Amber                            | Tredjebedste række ikke afviklet          |
| 1926-27                                                      | Rushden Town (2)              | Rushden Town Reserves                     | Tredjebedste række ikke afviklet          |
| 1927-28                                                      | Desborough Town (7)           | Rushden Town Reserves                     | Tredjebedste række ikke afviklet          |
| 1928-29                                                      | Northampton Town Reserves (6) | Desborough Town Reserves                  | Tredjebedste række ikke afviklet          |
| 1929-30                                                      | Rushden Town (3)              | Rushden Town Reserves                     | Tredjebedste række ikke afviklet          |
| 1930-31                                                      | Bedford Town (1)              | Irchester United                          | Tredjebedste række ikke afviklet          |
| 1931-32                                                      | Rushden Town (4)              | Irchester United                          | Tredjebedste række ikke afviklet          |
| 1932-33                                                      | Bedford Town (2)              | Kettering Town Reserves                   | Tredjebedste række ikke afviklet          |
| Sæson                                                        | Mestre                        | Ikke afviklet                             | Tredjebedste række ikke afviklet          |
| 1933-34                                                      | Bedford Town (3)              | Ikke afviklet                             | Tredjebedste række ikke afviklet          |
| United Counties League                                       |                               |                                           |                                           |
| Sæson                                                        | Mestre                        | Næst- og tredjebedste række ikke afviklet | Næst- og tredjebedste række ikke afviklet |
| 1934-35                                                      | Rushden Town (5)              | Næst- og tredjebedste række ikke afviklet | Næst- og tredjebedste række ikke afviklet |
| 1935-36                                                      | Rushden Town (6)              | Næst- og tredjebedste række ikke afviklet | Næst- og tredjebedste række ikke afviklet |
| 1936-37                                                      | Rushden Town (7)              | Næst- og tredjebedste række ikke afviklet | Næst- og tredjebedste række ikke afviklet |
| 1937-38                                                      | Rushden Town (8)              | Næst- og tredjebedste række ikke afviklet | Næst- og tredjebedste række ikke afviklet |
| 1938-39                                                      | Kettering Town (2)            | Næst- og tredjebedste række ikke afviklet | Næst- og tredjebedste række ikke afviklet |
| 1939-40                                                      | Bedford Town (4)              | Næst- og tredjebedste række ikke afviklet | Næst- og tredjebedste række ikke afviklet |
| 1940-41                                                      | Kettering Town (3)            | Næst- og tredjebedste række ikke afviklet | Næst- og tredjebedste række ikke afviklet |
| Ingen turneringer i perioden 1941-45 pga. anden verdenskrig  |                               |                                           |                                           |
| Sæson                                                        | Mestre                        | Næst- og tredjebedste række ikke afviklet | Næst- og tredjebedste række ikke afviklet |
| 1945-46                                                      | Bedford Avenue (1)            | Næst- og tredjebedste række ikke afviklet | Næst- og tredjebedste række ikke afviklet |
| 1946-47                                                      | Wisbech Town (1)              | Næst- og tredjebedste række ikke afviklet | Næst- og tredjebedste række ikke afviklet |
| 1947-48                                                      | Wisbech Town (2)              | Næst- og tredjebedste række ikke afviklet | Næst- og tredjebedste række ikke afviklet |
| 1948-49                                                      | Desborough Town (8)           | Næst- og tredjebedste række ikke afviklet | Næst- og tredjebedste række ikke afviklet |
| 1949-50                                                      | Wisbech Town (3)              | Næst- og tredjebedste række ikke afviklet | Næst- og tredjebedste række ikke afviklet |
| Sæson                                                        | Division One                  | Division Two                              | Tredjebedste række ikke afviklet          |
| 1950-51                                                      | Corby Town (1)                | Corby Town Reserves                       | Tredjebedste række ikke afviklet          |
| 1951-52                                                      | Corby Town (2)                | Symingtons Reserves                       | Tredjebedste række ikke afviklet          |
| 1952-53                                                      | Bedford Town Reserves (1)     | Rothwell Town                             | Tredjebedste række ikke afviklet          |
| 1953-54                                                      | March Town United (1)         | Rothwell Town                             | Tredjebedste række ikke afviklet          |
| 1954-55                                                      | Spalding United (1)           | British Timken Duston Reserves            | Tredjebedste række ikke afviklet          |
| 1955-56                                                      | Kettering Town Reserves (3)   | Kempston Rovers                           | Tredjebedste række ikke afviklet          |
| 1956-57                                                      | St Neots Town Reserves (1)    | Næstbedste række ikke afviklet            | Tredjebedste række ikke afviklet          |
| 1957-58                                                      | Kempston Rovers (1)           | Næstbedste række ikke afviklet            | Tredjebedste række ikke afviklet          |
| 1958-59                                                      | Dunstable Town Reserves (1)   | Næstbedste række ikke afviklet            | Tredjebedste række ikke afviklet          |
| 1959-60                                                      | Dunstable Town Reserves (2)   | Næstbedste række ikke afviklet            | Tredjebedste række ikke afviklet          |
| 1960-61                                                      | Shefford Town (1)             | Næstbedste række ikke afviklet            | Tredjebedste række ikke afviklet          |
| 1961-62                                                      | Wisbech Town Reserves (1)     | Bedford Avenue                            | Tredjebedste række ikke afviklet          |
| 1962-63                                                      | Wellingborough Town (1)       | British Timken Athletic                   | Tredjebedste række ikke afviklet          |
| 1963-64                                                      | Rushden Town (9)              | Wellingborough Town Reserves              | Tredjebedste række ikke afviklet          |
| 1964-65                                                      | Wellingborough Town (2)       | Kettering Town "A"                        | Tredjebedste række ikke afviklet          |
| 1965-66                                                      | Boston United (1)             | Wellingborough Town Reserves              | Tredjebedste række ikke afviklet          |
| 1966-67                                                      | Desborough Town (9)           | Irthlingborough Diamonds                  | Tredjebedste række ikke afviklet          |
| 1967-68                                                      | St Neots Town (1)             | Wootton Blue Cross                        | Tredjebedste række ikke afviklet          |
| 1968-69                                                      | Bourne Town (1)               | Bletchley Town Reserves                   | Tredjebedste række ikke afviklet          |
| 1969-70                                                      | Bourne Town (2)               | Wootton Blue Cross                        | Tredjebedste række ikke afviklet          |
| Sæson                                                        | Division One                  | Division Two                              | Division Three                            |
| 1970-71                                                      | Irthlingborough Diamonds (1)  | Long Buckby                               | Deanshanger Athletic                      |
| 1971-72                                                      | Bourne Town (3)               | Long Buckby                               | Deanshanger Athletic                      |
| Sæson                                                        | Premier Division              | Division One                              | Division Two                              |
| 1972-73                                                      | Rushden Town (10)             | Olney Town                                | Belsize                                   |
| 1973-74                                                      | Kempston Rovers (2)           | Stewart & Lloyds Corby                    | Woodford United                           |
| 1974-75                                                      | Spalding United (2)           | Stewart & Lloyds Corby                    | Geddington Montrose                       |
| 1975-76                                                      | Stamford (2)                  | Geddington Montrose                       | Wootton Blue Cross Reserves               |
| 1976-77                                                      | Irthlingborough Diamonds (2)  | Eynesbury Rovers                          | Stewart & Lloyds Corby Reserves           |
| 1977-78                                                      | Stamford (3)                  | O N Chenecks                              | Northampton Spencer Reserves              |
| 1978-79                                                      | Irthlingborough Diamonds (3)  | Milton Keynes Borough                     | British Timken Duston                     |
| 1979-80                                                      | Stamford (4)                  | O N Chenecks                              | Cottingham                                |
| 1980–81                                                      | Stamford (5)                  | Stevenage Borough                         | Tredjebedste række ikke afviklet          |
| 1981–82                                                      | Stamford (6)                  | Newport Pagnell Town                      | Tredjebedste række ikke afviklet          |
| 1982–83                                                      | Irthlingborough Diamonds (4)  | Raunds Town                               | Tredjebedste række ikke afviklet          |
| 1983–84                                                      | Buckingham Town (1)           | Brackley Town                             | Tredjebedste række ikke afviklet          |
| 1984–85                                                      | Arlesey Town (1)              | Northampton Spencer                       | Tredjebedste række ikke afviklet          |
| 1985–86                                                      | Buckingham Town (2)           | Kempston Rovers                           | Tredjebedste række ikke afviklet          |
| 1986–87                                                      | Potton United (1)             | Baker Perkins                             | Tredjebedste række ikke afviklet          |
| 1987–88                                                      | Spalding United (3)           | British Timken Duston                     | Tredjebedste række ikke afviklet          |
| 1988–89                                                      | Potton United (2)             | Ramsey Town                               | Tredjebedste række ikke afviklet          |
| 1989–90                                                      | Holbeach United (1)           | Daventry Town                             | Tredjebedste række ikke afviklet          |
| 1990–91                                                      | Bourne Town (4)               | Daventry Town                             | Tredjebedste række ikke afviklet          |
| 1991–92                                                      | Northampton Spencer (1)       | Harrowby United                           | Tredjebedste række ikke afviklet          |
| 1992–93                                                      | Rothwell Town (1)             | Ford Sports Daventry                      | Tredjebedste række ikke afviklet          |
| 1993–94                                                      | Rothwell Town (2)             | Northampton Vanaid                        | Tredjebedste række ikke afviklet          |
| 1994–95                                                      | Boston Town (1)               | St Neots Town                             | Tredjebedste række ikke afviklet          |
| 1995–96                                                      | Raunds Town (1)               | Ford Sports Daventry                      | Tredjebedste række ikke afviklet          |
| 1996–97                                                      | Stamford (7)                  | Yaxley                                    | Tredjebedste række ikke afviklet          |
| 1997–98                                                      | Stamford (8)                  | Higham Town                               | Tredjebedste række ikke afviklet          |
| 1998–99                                                      | Spalding United (4)           | Bugbrooke St Michaels                     | Tredjebedste række ikke afviklet          |
| 1999–00                                                      | Ford Sports Daventry (1)      | Cottingham                                | Tredjebedste række ikke afviklet          |
| 2000–01                                                      | Boston Town (2)               | Daventry Town                             | Tredjebedste række ikke afviklet          |
| 2001–02                                                      | Ford Sports Daventry (2)      | Newport Pagnell Town                      | Tredjebedste række ikke afviklet          |
| 2002–03                                                      | Holbeach United (2)           | Northampton Sileby Rangers                | Tredjebedste række ikke afviklet          |
| 2003–04                                                      | Spalding United (5)           | Potton United                             | Tredjebedste række ikke afviklet          |
| 2004–05                                                      | Cogenhoe United (1)           | Northampton Sileby Rangers                | Tredjebedste række ikke afviklet          |
| 2005–06                                                      | Woodford United (1)           | Sleaford Town                             | Tredjebedste række ikke afviklet          |
| 2006–07                                                      | Deeping Rangers (1)           | Whitworths                                | Tredjebedste række ikke afviklet          |
| 2007–08                                                      | Stotfold (1)                  | Daventry Town                             | Tredjebedste række ikke afviklet          |
| 2008–09                                                      | Stewarts & Lloyds Corby (1)   | Peterborough Northern Star                | Tredjebedste række ikke afviklet          |
| 2009–10                                                      | Daventry Town (1)             | Irchester United                          | Tredjebedste række ikke afviklet          |
| 2010–11                                                      | St. Neots Town (2)            | AFC Kempston Rovers                       | Tredjebedste række ikke afviklet          |
| 2011–12                                                      | Long Buckby (1)               | Bugbrooke St Michaels                     | Tredjebedste række ikke afviklet          |